# 1133 Brygada Grenadierów
1133 Brygada Grenadierów, niem. Grenadier-Brigade 1133 – jedna z niemieckich brygad grenadierów. Utworzona w lipcu 1944 roku, w następnym miesiącu włączona do 88 Dywizji Piechoty. Wchodziła w skład XXXXII Korpusu Armijnego 4 Armii Pancernej (Grupa Armii Północna Ukraina), walczyła pod Radomiem.